# Ostiano
Ostiano est une commune italienne d'environ 3 000 habitants; située dans la province de Crémone, en Lombardie, dans le nord de l'Italie.

## Administration
| Période                                  | Période   | Identité     | Étiquette | Qualité |
| ---------------------------------------- | --------- | ------------ | --------- | ------- |
| 2019                                     | au bureau | Canzio Posio | Lega Nord |         |
| Les données manquantes sont à compléter. |           |              |           |         |

### Communes limitrophes
Gabbioneta-Binanuova, Gambara, Pessina Cremonese, Pralboino, Seniga, Volongo

## Personnalités nées à Ostiano
- Bartolomeo Manfredi (1582-1622), peintre du XVIIe siècle, qui fut l'un des grands disciples du Caravage.